# 坂井太陽
坂井 太陽（さかい たいよう、1992年10月1日 - ）は、日本の俳優である。
NEWSエンターテインメント・スクール所属。東京音楽大学音楽学部卒業、日本大学大学院芸術学研究科音楽専攻修士課程修了。身長173cm。

## 来歴
2006年にデビュー。
2007年から2008年にかけて放送された「3年B組金八先生第8シリーズ」では、旅芸人の息子、漆田駿役を好演した。
その後はバラエティ番組やドキュメンタリー番組の再現VTRへの出演が多い。
現在は本業の傍ら、プロのユーフォニアム奏者として数多くの演奏会に出演するほか、声優、司会者としても活動している。

## 出演

### テレビドラマ
- 3年B組金八先生（TBS） - 漆田駿 役
  - 第8シリーズ（2007年10月11日 - 2008年3月20日）
  - 3年B組金八先生ファイナル〜『最後の贈る言葉』（2011年3月27日）

### バラエティ
- Dのゲキジョー 〜運命のジャッジ〜 （フジテレビ）
  - フィンガー5編（2006年8月4日） - クラスメイト 役
  - Mr.マリック編（2007年3月9日） - 手品のできる友人 役
- 日曜ビッグバラエティ「みのもんたの仰天!ニッポンの教科書」（2008年4月6日、テレビ東京） - 中学生 役
- 踊る!さんま御殿!!「ひとこと体験談・再現VTR」（2012年1月17日、日本テレビ） - 居酒屋アルバイト店員 役

### 教養・ドキュメンタリー
- その時歴史が動いた 幻のハワイ・日本同盟計画（2006年8月23日、NHK総合テレビ） - 山階宮定磨王 役
- わたしが子どもだったころ 坂口憲二編（2007年1月24日、NHK BShi） - 理科部生徒 役
- 最終警告!たけしの本当は怖い家庭の医学 『あがり症・恥ずかしがり屋から社会不安障害』（2007年5月16日、テレビ朝日） - 生徒 役

### CM等
- ファンタZEROレモン・ナレーション（日本コカ・コーラ、2008年）
- リゾートビューふるさと・ポスター、イベントキャスト（JR東日本長野支社、2013年）
- ソニー　ラジオCM  - 高校生 役
- NTT東日本
- 国大セミナー